# FBI Tullinge
FBI Tullinge, Föreningen för Bollspel och Idrott Tullinge, är en innebandyklubb i Tullinge i Botkyrka kommun.

## Historia
FBI Tullinge är en av Sveriges äldsta innebandyföreningar och firade år 2006 sitt 25-årsjubileum. Då klubben bildades 1981 av Peter Pripp sågs innebandyn mer som en korpsport än som en seriös verksamhet. På grund av detta var det svårt att komma över halltider till träningar och matcher för just innebandyn. 
Detta ledde till att man valde namnet FBI Tullinge. Där FBI står för Föreningen för Bollspel och Idrott. Därmed gick man en smart omväg runt systemet vars syfte ibland tycktes vara att stävja Tullinge innebandys explosiva utveckling.
Under mitten av 80-talet växte de första tävlingsformerna fram inom innebandysporten och FBI kom då att tillhöra elitskiktet. Främsta merit från den tiden var en finalplats i turneringen "Bake-off 1000" där laget dock fick för hårt motstånd mot det blivande storlaget IBK Lockerud. 
Mellan åren 1986 till 1988 låg FBI i den dåvarande högsta serien som bedrevs på distriktsnivå.
När så 90-talet kom skedde en stor expansion inom sporten och antalet lag mer än fördubblades. FBI Tullinges största framgångar under detta decennium blev de tre säsongerna i division 1, 94/95, 95/96 samt säsongen 96/97. Klubben lyckades under den perioden dessutom nå två fjärdeplatser.
Klubbens damlag bildades 1987 och hade fram till säsongen 97/98 tillhört Stockholms högsta serie. Laget kom nu att slå sig samman med Zinken IBK och spelade under namnet Zinken/FBI Tullinge. Laget slutade på en femte plats i division 1 östra. Året därefter återgick man till att bara heta FBI Tullinge.
År 2002 fick Tullinge en egen innebandyhall i Tullinge - Tullingehallen - belägen vid då också nybyggda Trädgårdstadsskolan. Tidigare  hade hemmamatcherna spelats i Storvretens sporthall i Tumba cirka 4 km bort. Under hösten 2024 genomfördes ett namnbyte på innebandyhallen och döptes om till Trädgårdsstadshallen.
2012 tilldelades FBI Tullinge utmärkelsen "Årets förening" av Stockholms Innebandyförbund. 
2015 erhöll föreningen ett "Utmärkt förening"-certifikat efter samarbete med Botkyrka kommun och SISU-Idrottsutbildarna inom föreningsutveckling.

## Herrlaget
FBI Tullinges herrlag spelar i Division 1 östra svealand sedan man efter 2022/2023 års säsong halkat ur Innebandyallsvenskan som är den näst högsta serien i landet, där laget spelat sedan man tog steget upp säsongen 2017/2018. Under de två första säsongerna i Allsvenskan hamnade man på en sjätteplats i tabellen innan man under säsongen 2019/2020 tog en meriterande andraplats. I och med andraplatsen väntade ett kvalspel till Svenska Superligan (SSL) som aldrig blev av på grund av Covid-19-pandemin och Tullinge fick acceptera att det blev Allsvenskt spel även säsongen 2020/21.
Herrlaget flyttade till Fleminghallen under 2017 i samband med att man avancerade till Allsvenskan då gamla hemmahallen Tullingehallen inte klarar av arenakraven från Svenska Innebandyförbundet för spel i Allsvenskan.
Säsongen 2019/2020 slutade FBI Tullinge tvåa i Allsvenskan Norra bakom Team Thorengruppen och kvalspel till Svenska Superligan väntade och på förhand var man en av två favoriter till att ta steget upp i finrummet. När kvalspelet väl skulle starta hade Covid-19-pandemin börjat sprida sig rejält och all idrott stängdes ned. För Tullinges del innebar det att kvalspelet aldrig spelades utan de två platserna upp till SSL gavs till de två vinnarna av Allsvenskan Södra & Norra.
Säsongen 2022/2023 gjorde FBI Tullinge ett tränarbyte när Rickard Gustafsson lämnade efter sex säsonger för att ta över SSL-Damlaget Åkersberga IBF. Till Tullinge kom Jonas Pettersson som säsongen innan tagit Gävle GIK upp till Svenska Superligan, men resultaten uteblev och efter halva säsongen låg Tullinge på nedflyttningsplats. Detta innebar att Tullinge valde att bryta med Pettersson och låta Jacob Ericson och Marcus Magnusson ta över som tillfällig lösning i tre veckor innan man fick en lösning för resten av säsongen. In kom Magnus Eriksson och Totte Johansson som tillsammans ledde FBI Tullinges herrar till stora framgångar innan man valde att lämna säsongen innan Tullinge gick upp i Allsvenskan. Tyvärr räckte inte detta och FBI Tullinge fick efter sex säsonger lämna Allsvenskan för att säsongen 2023/2024 spela i Division 1.
Inför säsongen 2023/2024 meddelade klubben att man flyttar tillbaka herr-verksamheten till Tullingehallen och lämnar Fleminghallen.

### HERRTRUPPEN
| Nummer | Namn               |         | Född | Position    | Kom ifrån (år)                                      | Säsonger i A-truppen |
| ------ | ------------------ | ------- | ---- | ----------- | --------------------------------------------------- | -------------------- |
| 2      | Axel Frank         | Sverige | 2002 | Forward     | Ad Astra (Schweiz), 2023 (Moderklubb: FBI Tullinge) | 3                    |
| 3      | Anton Winald       | Sverige | 2002 | Back        | Juniorlaget, 2022                                   | 3                    |
| 10     | Niclas Johansson   | Sverige | 1992 | Forward     | Juniorlaget, 2010                                   | 15                   |
| 11     | Ludvig Ström       | Sverige | 2004 | Forward     | Älvsjö AIK, 2024                                    | NY                   |
| 12     | Oskar Lindström    | Sverige | 2004 | Back        | Juniorlaget, 2023                                   | 2                    |
| 15     | Marcus Bolling     | Sverige | 2001 | Back        | Juniorlaget, 2020                                   | 5                    |
| 18     | Niklas Schüler     | Sverige | 1992 | Back        | Juniorlaget, 2009                                   | 16                   |
| 19     | Rasmus Thorberg    | Sverige | 2003 | Forward     | Hammarby IF, 2024                                   | NY                   |
| 21     | Leo Taivoloja      | Sverige | 2002 | Back/Center | Balrog IK, 2024                                     | NY                   |
| 23     | Anton Andersin     | Sverige | 1992 | Forward     | Juniorlaget, 2009                                   | 15                   |
| 24     | Rasmus Ekberg      | Sverige | 2001 | Back        | Salems IF, 2022 (Moderklubb: FBI Tullinge)          | 4                    |
| 39     | Eliaz Eriksson     | Sverige | 2005 | Forward     | Huddinge IK, 2024 (Moderklubb FBI Tullinge)         | NY                   |
| 41     | Sebastian Thorén   | Sverige | 2001 | Center      | Juniorlaget, 2019                                   | 6                    |
| 42     | Martin Georgsson   | Sverige | 2001 | Forward     | Juniorlaget, 2019                                   | 7                    |
| 46     | Mattias Andersson  | Sverige | 1995 | Forward     | Visby IBK, 2023                                     | 12                   |
| 47     | Andreas Hertin     | Sverige | 1997 | Målvakt     | Linköping Universitets AIF, 2024                    | NY                   |
| 49     | Wilhelm Lau-Nygren | Sverige | 2000 | Forward     | Juniorlaget, 2018                                   | 7                    |
| 50     | Filip Svensson     | Sverige | 2004 | Forward     | Juniorlaget, 2023                                   | 3                    |
| 66     | Emil Thorberg      | Sverige | 2007 | Back        | Hammarby IF, 2024                                   | NY                   |
| 67     | Anders Alsén       | Sverige | 1994 | Back        | Huddinge IBS, 2018                                  | 7                    |
| 70     | Oscar Ekman        | Sverige | 2004 | Målvakt     | Juniorlaget, 2023                                   | 2                    |
| 91     | Linus Ocken-Ek     | Sverige | 2004 | Forward     | Balrog IK, 2023                                     | 2                    |
| 95     | Philip Berkvens    | Sverige | 1995 | Målvakt     | Juniorlaget, 2010                                   | 15                   |

| Roll                    |         | Namn                |
| ----------------------- | ------- | ------------------- |
| Huvudtränare            | Sverige | André Lindman       |
| Ass.Tränare             | Sverige | Joakim Magnusson    |
| Sportchef               | Sverige | Jacob Eriksson      |
| Videoanalytiker & Media | Sverige | Marcus Magnusson    |
| Målvaktstränare         | Sverige | Carl-Henrik Persson |
| Extra resurs            | Sverige | Filip Andersson     |
| Materialförvaltare      | Sverige | Robert Krüger       |
| Materialförvaltare      | Sverige | Fabian Strömberg    |
| Lagledare               | Sverige | Kalle Ekman         |

## Sammanställning av herrlagets säsonger
| Säsong    | Serie                                     | Position | Vinster | Oavgjorda | Förluster | Gjorda mål | Insläppta mål | Målskillnad | Poäng | Summering                                                           |
| --------- | ----------------------------------------- | -------- | ------- | --------- | --------- | ---------- | ------------- | ----------- | ----- | ------------------------------------------------------------------- |
| 2005/2006 | Division 1 Norra (Näst högsta serien)     | 7        | 9       | 6         | 7         | 127        | 104           | +23         | 33    | Mittensäsong poängmässigt                                           |
| 2006/2007 | Division 1 Mellersta (näst högsta serien) | 9        | 8       | 3(1)      | 11        | 116        | 133           | -17         | 28    | Mittensäsong poängmässigt                                           |
| 2007/2008 | Division 1 Mellersta (näst högsta serien) | 12       | 5       | 5(2)      | 12        | 118        | 152           | -33         | 22    | Nedflyttning efter målskillnadsaffär i säsongens sista sekund       |
| 2008/2009 | Division 2 Östra Svealand                 | 1        | 17      | 1(1)      | 4         | 150        | 93            | +57         | 53    | Avancemang till dåvarande Div.1                                     |
| 2009/2010 | Division 1 Norra (näst högsta serien)     | 10       | 6       | 4(3)      | 12        | 126        | 146           | -20         | 23    | Allsvenskan bildades & Tullinge stannade kvar i Div.1               |
| 2010/2011 | Division 1 Östra Svealand                 | 3        | 16      | 4(1)      | 2         | 151        | 99            | +52         | 53    | 2p ifrån Allsvenskt avancemang                                      |
| 2011/2012 | Division 1 Östra Svealand                 | 11       | 5       | 4(2)      | 13        | 130        | 149           | -19         | 21    | Nedflyttning till Div.2                                             |
| 2012/2013 | Division 2 Stockholm                      | 2        | 15      | 5         | 2         | 176        | 99            | +77         | 50    | Avancemang till Div.1                                               |
| 2013/2014 | Division 1 Mellersta Svealand             | 5        | 11      | 3(0)      | 8         | 152        | 131           | +21         | 40    | 4p ifrån Allsvenskt kval                                            |
| 2014/2015 | Division 1 Mellersta Svealand             | 1        | 19      | 2(0)      | 1         | 149        | 82            | +67         | 59    | Allsvenskt kval, utslaget i finalen                                 |
| 2015/2016 | Division 1 Mellersta Svealand             | 3        | 12      | 3(1)      | 5         | 151        | 117           | +34         | 40    | Allsvenskt kval, utslaget i semifinal                               |
| 2016/2017 | Division 1 Mellersta Svealand             | 2        | 17      | 2(1)      | 3         | 169        | 101           | +59         | 54    | Avancemang till Allsvenskan efter kval                              |
| 2017/2018 | Allsvenskan                               | 6        | 9       | 3(2)      | 10        | 124        | 126           | -2          | 32    | 3p från SSL-kval                                                    |
| 2018/2019 | Allsvenskan                               | 6        | 10      | 5(0)      | 7         | 140        | 117           | +23         | 35    | 6p från SSL-kval                                                    |
| 2019/2020 | Allsvenskan                               | 2        | 15      | 2(1)      | 5         | 134        | 98            | +36         | 48    | SSL-kval (inställt på grund av Covid-19)                            |
| 2020/2021 | Allsvenskan                               | 9        | 6       | 6(2)      | 10        | 110        | 117           | -7          | 26    | 3p från nedflyttning (inget lag flyttades ned på grund av Covid-19) |
| 2021/2022 | Allsvenskan                               | 7        | 9       | 5(3)      | 8         | 134        | 121           | +13         | 35    | 6p från SSL-kval                                                    |
| 2022/2023 | Allsvenskan                               | 11       | 4       | 4(0)      | 14        | 96         | 164           | -68         | 16    | Degradering till Division 1 (7p från säker mark)                    |
| 2023/2024 | Division 1 Östra Svealand                 | 1        | 16      | 3(1)      | 3         | 132        | 107           | +25         | 52    | Allsvenskt kval, Utslagna i kvartsfinalen                           |
| 2024/2025 | Division 1 Södra Svealand                 |          |         |           |           |            |               |             |       |                                                                     |

## Tröjor
De tröjor som hänger på väggen i Tullingehallen är från de som spelat i elitserien, eller som styrelsen anser har betytt mycket för föreningen.
- Nummer  2: Jonas Steffen, elitspel i Balrog
- Nummer  3: Peter Pripp, en av föreningens grundare
- Nummer  4: Tobias Löf, elitspel i Balrog
- Nummer  5: Christer Eriksson, var med från början, elitspel i Hagsätra
- Nummer  6: Henrik Talme, elitspel i Balrog, Södertälje och Haninge, 1 SM-guld och 1 europacup-guld, landslagsspel för Estland i VM
- Nummer  7: Ulrika Bovin, mångårigt engagemang som spelare, ledare, styrelsemedlem och föreningskonsulent inom föreningen
- Nummer 10: Jim Eriksson, elitspel i Balrog
- Nummer 11: Stefan Henriksson, elitspel i Haninge, 1 SM-guld och 1 europacup-guld
- Nummer 13: Michael Deresjö, elitspel i Haninge, 1 SM-guld och 2 europacup-guld
- Nummer 15: Robert Eriksson, en av föreningens grundare och sedermera mångårig ledare inom föreningen
- Nummer 16: Kristian Talme, elitspel Balrog, landslagsspel för Estland i VM
- Nummer 17: Johan Berggren, som gjorde samtliga sina 20 år som innebandyspelare i föreningen
- Nummer 19: Kaysa Sundberg, en eldsjäl som under flera årtionden varit engagerad i föreningen som spelare, ledare och supporter
- Nummer 20: Björn Nyström, eldsjäl som gjort väldigt mycket för FBI Tullinge i flera decennier
- Nummer 21: Gustaf Ericson, elitspel i AIK, 1 SM-guld
- Nummer 33: Danne Bron Sundbom, elitspel i Caperio/Täby, Caperio/Råsunda, Haninge, Balrog, Högdalen, Basel Magic, Fornudden, Hammarby
- Nummer 53: Elin Roos, elitspel i Djurgårdens IF, Huddinge IK och Endre IF
- Nummer 55: Frida Nyquist, elitspel i Huddinge IK
- Nummer 80: André Lindman, elitspel i Balrog